# 豊沢豊雄

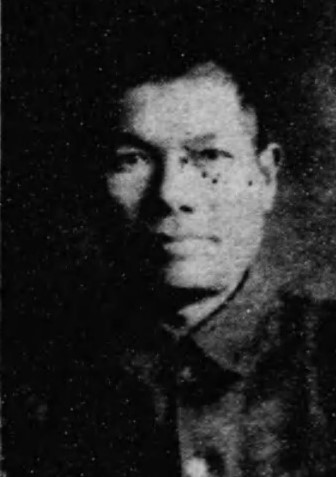
豊沢豊雄

豊沢 豊雄（とよさわ とよお、1907年〈明治40年〉6月22日 - 2010年〈平成22年〉2月11日）は、香川県出身の日本の政治家、発明家。元衆議院議員。

## 経歴
- 1907年 - 香川県に生まれる。
- 1926年 - 香川県師範学校卒業。
- 1946年 - 第22回衆議院議員総選挙香川全県区に出馬し、当選（1期目）[2]。
- 1947年 - 第23回衆議院議員総選挙香川2区に国民協同党から出馬し、当選（2期目）。
- 1949年 - 第24回衆議院議員総選挙香川2区に国民協同党から出馬し、落選。
- 1951年 - 日本発明プール株式会社の専務取締役に就任。
- 1952年 - 八木アンテナ株式会社の専務取締役に就任。
- 1954年 - 発明学会の前身に当たる発明講習所を設立し、理事長に就任。
- 1956年 - 日本アンテナ株式会社の代表取締役に就任。
- 1961年 - 発明学会を設立し、会長に就任。
- 1963年 - 東久邇宮記念会を設立し、会長に就任[3]。
- 1964年 - 特許管理士制度を設立。
- 1973年 - 藍綬褒章を受章。
- 1987年 - 勲四等旭日小綬章を受章。
- 1993年 - 株式会社知的所有権協会を設立。
- 1997年 - 発明学会会長を辞任。
- 2002年 - NPO法人発明知的財産研究会を設立。
- 2010年 - 老衰のため死去。102歳没。